# 卢瓦尔河畔加奈
卢瓦尔河畔加奈（法語：Gannay-sur-Loire，法語發音：[ɡanɛ syʁ lwaʁ]）是法国阿列省的一个市镇，位于该省东北部，属于穆兰区。

## 地理
卢瓦尔河畔加奈（46°43'52"N, 3°36'37"E）面积32.29 平方千米，位于法国奥弗涅-罗讷-阿尔卑斯大区阿列省，该省份为法国中部省份，北起涅夫勒省、西北接谢尔省，西南至克勒兹省，南至多姆山省，东南临卢瓦尔省，东临索恩-卢瓦尔省。
与卢瓦尔河畔加奈接壤的市镇（或旧市镇、城区）包括：拉沙佩勒欧沙斯、帕赖勒弗雷西勒、圣马丹德莱、科赛、卢瓦尔河畔拉姆奈、吕斯奈莱赛克斯、圣伊莱尔方丹、克罗纳。

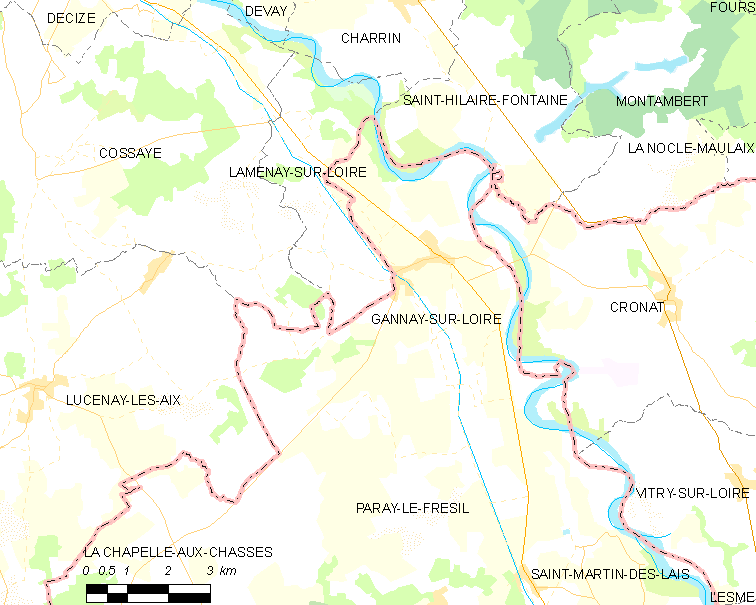
卢瓦尔河畔加奈的OSM定位图

卢瓦尔河畔加奈的时区为UTC+01:00、UTC+02:00（夏令时）。

## 行政
卢瓦尔河畔加奈的邮政编码为03230，INSEE市镇编码为03119。

## 政治
卢瓦尔河畔加奈所属的省级选区为贝布尔河畔栋皮埃尔县。

## 人口

1962-2008年间卢瓦尔河畔加奈人口变化图示

卢瓦尔河畔加奈于2022年1月1日时的人口数量为394人。